# Приключения королевского стрелка Шарпа
«Приключения королевского стрелка Шарпа» — британский сериал, снятый на основе серии романов «Приключения Ричарда Шарпа» английского писателя Бернарда Корнуэлла о приключениях Ричарда Шарпа. Действие сериала происходит в начале XIX века. Шарп участвует во всех войнах Британской империи, начиная с завоевания Индии и включая Наполеоновские войны на Пиренейском полуострове и при Ватерлоо. Он проходит всю карьерную лестницу, начиная с простого рядового и заканчивая полковником. Две главные роли во всех фильмах исполняют английский актер Шон Бин (стрелок Ричард Шарп) и ирландский актер Дара О’Мэлли (сержант Патрик Харпер). Снят компаниями Celtic Films и Picture Palace Films для сети ITV. Основные съемки проходили в Крыму, несколько эпизодов в Турции, некоторые съемки были также сделаны в Англии, Португалии и Испании. Две серии были сняты в Индии.

## Список серий
Эпизоды даны по дате выхода.
| Нет. | Дата эфир | Название эпизода | Место действия           | Время действия |
| ---- | --------- | ---------------- | ------------------------ | -------------- |
| 1    | 1993      | Стрелки Шарпа    | Португалия               | 1809           |
| 2    | 1993      | Орёл Шарпа       | Битва при Талавере       | 1809           |
| 3    | 1994      | Рота Шарпа       | Осада Бадахоса           | 1812           |
| 4    | 1994      | Враг Шарпа       | Португалия               | 1813           |
| 5    | 1994      | Честь Шарпа      | Битва при Витории        | 1813           |
| 6    | 1995      | Золото Шарпа     | Испания                  | 1813           |
| 7    | 1995      | Битва Шарпа      | Франко-испанская граница | 1813           |
| 8    | 1995      | Меч Шарпа        | Франко-испанская граница | 1813           |
| 9    | 1996      | Полк Шарпа       | Англия                   | 1813           |
| 10   | 1996      | Осада Шарпа      | Бордо                    | 1813           |
| 11   | 1996      | Миссия Шарпа     | Наполеоновская Франция   | 1810 и 1813    |
| 12   | 1997      | Месть Шарпа      | Тулуза                   | 1814           |
| 13   | 1997      | Правосудие Шарпа | Йоркшир, Мир 1814        | 1814           |
| 14   | 1997      | Ватерлоо Шарпа   | Битва при Ватерлоо       | 1815           |
| 15   | 2006      | Испытание Шарпа  | Индия                    | 1803 и 1817    |
| 16   | 2008      | Риск Шарпа       | Индия                    | 1818           |

## В главных ролях
- Шон Бин в роли сержанта, позднее — подполковника Ричарда Шарпа (1993—1997, 2006, 2008)
- Дара О’Мэлли в роли стрелка, позднее сержант-майора Патрика Харпера (1993—1997, 2006, 2008)
- Джон Тэмс[англ.] в роли стрелка, позднее сержанта Даниэля Хэгмана (1993—1997) — погиб в бою в Ватерлоо Шарпа.
- Джейсон Сэлки[англ.] в роли стрелка, позднее сержанта Харриса (1993—1997) — погиб в бою в Ватерлоо Шарпа; в Ватерлоо в романе предположительно выживает.
- Линдон Дэвис в роли стрелка Бена Перкинса (1993—1995) — зарезан О’Рурком в Битве Шарпа и умирает в руках Харпера; выживает в романах.
- Майкл Мирс в роли стрелка Фрэнсиса Купера (1993—1995) — исчезает после Золота Шарпа; возвращается, чтобы рассказать Шарп: Легенда; убит в романе Стрелки Шарпа.
- Пол Трусселл в роли стрелка Исайи Тонга (1993) — исчезает после Орла Шарпа и никогда не возвращается; он может быть мертв или покинул армию, чтобы вернуться в Англию; убит в романе Золото Шарпа.

## Второстепенные персонажи
- Дэвид Тротон в роли сэра Артура Уэлсли (1993)
- Хью Фрейзер в роли сэра Артура Уэлсли, лорда Веллингтона (1994—1997, 2006)
- Малкольм Джеймисон в роли полковника де Л’Эклина (1993)
- Брайан Кокс в роли майора Майкла Хогана (1993)
- Керри Шейл в роли Джеймса Ротшильда (1993)
- Симон Андреу в роли майора Бласа Вивара (1993)
- Тим Бентинк в роли капитана Мюррея (1993)
- Дэниел Крейг в роли лейтенанта Берри (1993)
- Нил Диксон в роли лорда Аксбриджа (1997)
- Дэвид Эштон в роли майора Леннокса (1993)
- Нил Даджен в роли лейтенант Гиббонса (1993)
- Джеймс Пьюрфой в роли капитана Джека Спирса (1995)
- Гаван О’Херлихи в роли капитана Томаса Леруа (1993)
- Мартин Джейкобс в роли полковника Уильяма Лоуфорда (1993)
- Бенедикт Тейлор в роли Уильяма Лоуфорда (1996)
- Ассумпта Серна в роли команданте Терезы Морено (1993—1994)
- Марк Стронг как полковник Брэнд (1996)
- Майкл Кокрейн в качестве полковника / генерала сэра Генри Симмерсона (1993, 1995, 1996, 2006, 2008)
- Кристофер Виллиерс[англ.] в роли полковника Горация Бэмпфилда (1996)
- Филип Уичерч в роли капитана Уильяма Фредериксона (1994, 1996, 1997)
- Майкл Бирн в роли майора Нэрна (1994)
- Пит Постлетуэйт в роли сержанта Обадии Хэйксвилла (1994)
- Федор Аткин в роли майора Пьера Дюко (1994, 1996, 1997)
- Элизабет Хёрли в роли леди Изабеллы Фартингдейл (1994)
- Диана Перес в роли Рамоны (Гонсалес) Харпер (1994—1996, 2006)
- Элис Криге в роли маркизы де Касарес эль Гранде и Мелида Садаба (1994)
- Эмили Мортимер в роли Ласс (1995)
- Хью Росс в роли майора Мунго Мунро (1995)
- Джулиан Феллоуз в роли майора Даннета; Его Королевское Высочество принц-регент (1993, 1996)
- Оливье Пьер в роли генерала Жан-Батиста Кальве (1996)
- Джон Бенфилд в роли генерала Жана-Батиста Кальве (1997)
- Джеймс Лоренсон в роли генерал-майора Гектора Росса (1996—1997)
- Кэролайн Лэнгриш в роли леди Энн Камуайнс (1996, 1997)
- Эбигейл Круттенден в роли Джейн Гиббонс (1996—1997)
- Александр Армстронг в роли лорда Джона Россендейла (1996)
- Алексис Денисоф в роли лорда Джона Россендейла (1997)
- Сесиль Паоли в роли Люсиль Кастино, мадам виконтесса Селеглиза (1997)
- Пол Беттани в роли принца Уильяма Оранского (1997)
- Тоби Стивенс в роли Уильяма Додда (2006)
- Рон Кук в роли Наполеона (1994)

## Съёмки в Крыму
Половина фильмов сериала проходили в 1992-1994 годах в Крыму. Натуру посещал Бернард Корнуэлл, автор романов, на площадке он высоко оценил игру Шона Бина.
Крымские съёмки «Шарпа» проходили на натуре в районе Бахчисарая, Ялты, Севастополя, Белогорска и Алушты, которая по сюжету представляет Испанию. В них участвовали каскадёры, лошади и воспитанники ялтинского конно-спортивного клуба «Карьер». Актерам массовки-конникам, игравшим в сериале солдат, платили значительные по тем временам для Украины деньги — 30 долларов в съёмочный день. Актерам массовки, игравшим в сериале пехотинцев, ничего не платили — использовали солдат украинской армии, которых кормили на съёмочной площадке. В предместье Бахчисарая Салачик были устроены декорации средневековой деревни, также проходили съёмки на озере Донузлав. Масштабные съемки были вблизи горы Демерджи, где были возведены грандиозные декорации к фильму. Также в картину попали естественные природные декорации района Демерджи — средневековая крепость Фуна.